# Иловичка крмчија
Иловичка крмчија најстарији је сачувани препис Номоканона Светог Саве. Настала је 1262. године на захтев зетског епископа. Усташе су украле рукопис током Другог светског рата. Чуваo се у Загребу, у библиотеци Хрватске академије знаности и умјетности.

## Историја
Иловички препис Номоканона настао је по налогу зетског епископа Неофита. Написао га је неки Богдан за цркву Светих Арханђела у месту Иловици. Та црква је свакако манастир Светих Арханђела на Превлаци (Тумби) при источној обали Тиватског залива. То је било средиште зетске епархије у 13. веку. Писан је на пергаменту. Има 400 листова димензија 31 x 24 цм. Недостаје више листова. Писмо је уставно, карактеристично за 13. век. Уочава се промена рукописа што наводи на претпоставку да је Иловички препис дело најмање два преписивача. Српска редакција старословенског језика је неоспорна, али се уочавају и обележја руског језика. Овим проблемом бавио се Александар Соловјев. Русизми у Иловичком препису указују на руски предложак. Такође, у Србији је постојала преписивачка школа под јаким руским утицајем. Постоје подаци о извесном руском номоканону у светогорском манастиру Ксилургу из 1142. године. Иловичка крмчија се по свом саставу битно разликује од Јефремовске крмчије и од Устјушке крмчије. Појава русизама може се објаснити и пореклом аутора.
Крмчија представља зборник византијских грађанских и канонских закона. Византијска крмчија писана је у 6. веку. Намењена је "крманошима", дакле епископима цркве. Српску крмчију саставио је Свети Сава до 1220. године. У самој Иловичкој крмчији не наилазимо на појам "крмчија" који је руског порекла. Скраћену верзију Номоканона саставио је још епископ Методије у 9. веку. Иловичка крмчија садржи недовршени поговор. Потпуни поговори сачувани су у осталим преписима Номоканона. Иловичка крмчија потиче од преписа оригиналног Номоканона кога је 1252. године саставио будимљански епископ Теофил. Овај првобитни препис није сачуван те је Иловичка крмчија најстарији сачувани препис Номоканона. Исте године када је настала Иловичка крмчија, начињен је један препис на бугарском језику. Са њега је 1284. године сачињен препис за Русију, тзв. Рјазанска крмчија. Преводилац очигледно није добро познавао грчки језик, али боље него преводилац Властареве синтагме.